# Jeane Kirkpatrick
Jeane Duane Jordan Kirkpatrick (Duncan (Oklahoma), 19 november 1926 - Bethesda (Maryland), 7 december 2006) was een Amerikaanse politicologe, politica en diplomate.
In haar jonge jaren was ze lid van de Amerikaanse Socialistische Partij. In 1948 behaalde ze een academische graad en in 1955 trouwde ze. Verder behaalde ze in 1968 een doctoraat in de politieke wetenschappen aan de Columbia-universiteit. In 1967 ging ze als politicologe aan de Universiteit van Georgetown werken en in 1973 werd ze aldaar volledig hoogleraar. 
Omstreeks 1970 veranderde ze van politieke richting en werd ze een persoon van het midden. De Democratische Partij stelde haar teleur en daarom keerde ze zich tegen de regering van de Democratische president Jimmy Carter. Ook ging ze over tot het bekritiseren van regimes met een linkse signatuur.
Vervolgens schoof ze op naar het rechter politieke spectrum. Ze deed mee met de verkiezingscampagne van de Republikeinse presidentskandidaat Ronald Reagan en was in die periode zijn adviseur inzake buitenlandse aangelegenheden. Tijdens diens presidentschap was zij van 1981 tot 1985 ambassadeur bij de Verenigde Naties en daarmee de eerste Amerikaanse vrouw die deze positie bekleedde. Als politieke havik trad ze daar op als behartiger en promotor van de fervent anti-communistische opstelling van president Reagan. Ook steunde ze in die tijd openlijk de militaire dictatuur van president en generaal Leopoldo Galtieri in Argentinië.
In 1985 verbond ze zich opnieuw als docent aan de Universiteit van Georgetown. Voorts werd ze actief in allerlei conservatieve organisaties zoals de denktank American Enterprise Institute, het journalistieke maandblad American Freedom Journal en de National Association of Scholars. Laatste is een denktank die zich tegen allerlei zijns inziens vrijzinnige ('liberal') ideeën keert. In 1993 was ze mede-oprichtster van Empower America, een openbare bestuursorganisatie die in 2004 opging in FreedomWorks. 
De laatste jaren van haar leven kampte zij met hartproblemen. Uiteindelijk overleed Jeane Kirkpatrick op 80-jarige leeftijd aan een hartfalen.
- Bibliothèque nationale de France: cb12388752q (data)
- Catàleg d'autoritats de noms i títols de Catalunya: 981058605040906706
- Gemeinsame Normdatei: 119012685
- International Standard Name Identifier: 0000 0001 1769 4852
- Library of Congress Control Number: n50048591
- Nationale Bibliotheek van Letland: 000020138
- National Archives and Records Administration: 10581295
- Nationale Bibliotheek van Tsjechië: mub2013770686
- Nationale Bibliotheek van Israël: 987007300664705171
- Nationale Bibliotheek van Polen: a0000001145011
- Nederlandse Thesaurus van Auteursnamen: 068078234
- SNAC: w68f2334
- Système universitaire de documentation: 032965443
- Virtual International Authority File: 71474039
- WorldCat: E39PBJw8RyMj9Gq3b9Y9kwrpfq